# Batracomorphus thetis
Batracomorphus thetis är en insektsart som beskrevs av Knight 1983. Batracomorphus thetis ingår i släktet Batracomorphus och familjen dvärgstritar. Inga underarter finns listade i Catalogue of Life.